# Форбс
„Форбс“ (на английски: Forbes) е списание за бизнес и финанси, издавано от едноименната издателска и медийна компания в Ню Йорк, САЩ.
Списанието е известно основно със своите класации, които изготвя, включително списъка на най-богатите американци (Форбс 400) и списъка на милиардерите.
Мотото на списанието е „Капиталистическият инструмент“ (The Capitalist Tool). Главен редактор е Стийв Форбс.
Списанието е основано през 1917 г. от Б. Ч. Форбс. След смъртта му през 1954 г. и смъртта на сина му Брус през 1964 г., то се свързва с вторият  му син Малкълм Форбс (1917 – 1990). Днес компанията се ръководи от Малкълм Стивънсън Форбс-младши, известен повече като Стийв Форбс (р. 1948), и от неговите братя.
От януари 2010 г. насам централата на списанието се намира на Пето авеню в Манхатън.
„Форбс“ е водещо списание в деловия свят. Признанието си получава благодарение на смелите си изследвания в областта на бизнеса и обективните си оценки за събитията, а също и с различните списъци и рейтинги. Сред тях най-голяма известност получава списъкът на милиардерите в света. В този списък няма милиардери от България.

## Българска секция
През 2011 г. Форбс създава своя българска секция. Тя издава през 2012 г. своя списък „Топ 30 на най-влиятелните българи за 2012 г.“